# Trichozoma picaria
Trichozoma picaria är en fjärilsart som beskrevs av Max Joseph Bastelberger 1909. Trichozoma picaria ingår i släktet Trichozoma och familjen mätare. Inga underarter finns listade i Catalogue of Life.